# Robin Olovsson
Robin Olovsson Ek, född 1985 i Arvidsjaur, är en svensk gymnasielärare och poddare.

## Biografi
Sedan 2014 driver han, tillsammans med kollegan Daniel Hermansson, Historiepodden som i oktober 2023 hade omkring 80 000 lyssnare i veckan.
I oktober 2024 utkom han med den första delen av tvåboksverket Historien om Norrland, Dimmans land. Bibliotekstjänst gav boken betyget 5 av 5 och kallade boken: "Ett pionjärverk som ger en samlad helhetsbild av den norrländska historien." Den andra boken i serien, Framtidens land, ska utkomma i september 2025.